# Пястово (Ельблонзький повіт)
Пястово (пол. Piastowo, нім. Königshagen) — село в Польщі, у гміні Мілеєво Ельблонзького повіту Вармінсько-Мазурського воєводства.
Населення — 120 осіб (2011).
У 1975-1998 роках село належало до Ельблонзького воєводства.

## Демографія
Демографічна структура станом на 31 березня 2011 року:
|          | Загалом | Допрацездатний вік | Працездатний вік | Постпрацездатний вік |
| -------- | ------- | ------------------ | ---------------- | -------------------- |
| Чоловіки | 57      | 13                 | 37               | 7                    |
| Жінки    | 63      | 17                 | 34               | 12                   |
| Разом    | 120     | 30                 | 71               | 19                   |